# Bobsleigh aux Jeux olympiques de 2010 - Bob à deux hommes
Navigation
Turin 2006 Sotchi 2014
L'épreuve de bobsleigh à deux masculin des Jeux olympiques d'hiver de 2010 a lieu les 20 et 21 février 2010 à Whistler. Les Allemands André Lange et Kevin Kuske remportent l'épreuve devant leurs compatriotes Thomas Florschütz et Richard Adjei et les Russes Aleksandr Zubkov et Alekseï Voïevoda.

## Médaillés
| Or                                | Argent                                    | Bronze                                   |
| Allemagne André Lange Kevin Kuske | Allemagne Thomas Florschütz Richard Adjei | Russie Aleksandr Zubkov Alekseï Voïevoda |

## Résultats
Les vingt meilleures équipes des trois premières manches sont qualifiées pour la manche finale.
| Rang                                | Dossard | Pays                       | Athlètes                                                              | Manche 1   | Manche 2 | Manche 3   | Manche 4 | Total         | Retard  |
| ----------------------------------- | ------- | -------------------------- | --------------------------------------------------------------------- | ---------- | -------- | ---------- | -------- | ------------- | ------- |
| Médaille d'or, Jeux olympiques      | 4       | Allemagne (GER-1)          | André Lange Kevin Kuske                                               | 51 s 59    | 51 s 72  | 51 s 57 TR | 51 s 77  | 3 min 26 s 65 | 0,0     |
| Médaille d'argent, Jeux olympiques  | 2       | Allemagne (GER-2)          | Thomas Florschütz Richard Adjei                                       | 51 s 57 TR | 51 s 85  | 51 s 62    | 51 s 83  | 3 min 26 s 87 | +0 s 22 |
| Médaille de bronze, Jeux olympiques | 7       | Russie (RUS-1)             | Aleksandr Zubkov Alekseï Voïevoda                                     | 51 s 79    | 52 s 02  | 51 s 80    | 51 s 90  | 3 min 27 s 51 | +0 s 86 |
| 4                                   | 1       | Suisse (SUI-1)             | Ivo Rüegg Cédric Grand                                                | 51 s 76    | 52 s 18  | 51 s 92    | 51 s 99  | 3 min 27 s 85 | +1 s 20 |
| 5                                   | 9       | Canada (CAN-2)             | Pierre Lueders Jesse Lumsden                                          | 51 s 94    | 52 s 12  | 51 s 87    | 51 s 94  | 3 min 27 s 87 | +1 s 22 |
| 6                                   | 6       | États-Unis (USA-1)         | Steven Holcomb Curtis Tomasevicz                                      | 51 s 89    | 52 s 04  | 51 s 98    | 52 s 03  | 3 min 27 s 94 | +1 s 29 |
| 7                                   | 11      | Russie (RUS-2)             | Dmitri Abramovitch Sergey Prudnikov                                   | 52 s 03    | 52 s 40  | 52 s 11    | 51 s 92  | 3 min 28 s 46 | +1 s 81 |
| 8                                   | 25      | Lettonie (LAT-1)           | Edgars Maskalāns Daumants Dreiškens                                   | 52 s 16    | 52 s 32  | 52 s 17    | 52 s 43  | 3 min 29 s 08 | +2 s 43 |
| 9                                   | 3       | Allemagne (GER-3)          | Karl Angerer Gregor Bermbach                                          | 52 s 23    | 52 s 43  | 52 s 19    | 52 s 44  | 3 min 29 s 29 | +2 s 64 |
| 10                                  | 8       | États-Unis (USA-2)         | John Napier Steven Langton                                            | 52 s 28    | 52 s 45  | 52 s 31    | 52 s 36  | 3 min 29 s 40 | +2 s 75 |
| 11                                  | 14      | Roumanie (ROU-1)           | Nicolae Istrate Florin Cezar Crăciun                                  | 52 s 19    | 52 s 41  | 52 s 40    | 52 s 43  | 3 min 29 s 43 | +2 s 78 |
| 12                                  | 13      | États-Unis (USA-3)         | Mike Kohn Nick Cunningham                                             | 52 s 47    | 52 s 71  | 52 s 25    | 52 s 35  | 3 min 29 s 78 | +3 s 13 |
| 13                                  | 16      | République tchèque (CZE-1) | Ivo Danilevič Jan Stokláska                                           | 52 s 73    | 52 s 59  | 52 s 52    | 52 s 44  | 3 min 30 s 28 | +3 s 63 |
| 14                                  | 10      | Pays-Bas (NED-1)           | Edwin van Calker Sybren Jansma                                        | 52 s 37    | 52 s 83  | 52 s 63    | 52 s 62  | 3 min 30 s 45 | +3 s 80 |
| 15                                  | 5       | Canada (CAN-1)             | Lyndon Rush Lascelles Brown (Manche 1-2) David Bissett (Manche 3-4)   | 51 s 67    | 54 s 70  | 51 s 93    | 52 s 16  | 3 min 30 s 46 | +3 s 81 |
| 16                                  | 19      | Pologne (POL-1)            | Dawid Kupczyk Marcin Niewiara                                         | 52 s 45    | 52 s 91  | 52 s 42    | 52 s 72  | 3 min 30 s 50 | +3 s 85 |
| 17                                  | 18      | Italie (ITA-2)             | Fabrizio Tosini Sergio Riva                                           | 52 s 84    | 52 s 83  | 52 s 34    | 52 s 65  | 3 min 30 s 66 | +4 s 01 |
| 18                                  | 15      | Autriche (AUT-2)           | Jürgen Loacker Christian Hackl                                        | 52 s 55    | 52 s 86  | 52 s 73    | 52 s 64  | 3 min 30 s 78 | +4 s 13 |
| 19                                  | 21      | Monaco (MON-1)             | Patrice Servelle Sébastien Gattuso                                    | 52 s 96    | 52 s 61  | 52 s 71    | 52 s 56  | 3 min 30 s 84 | +4 s 19 |
| 20                                  | 20      | Slovaquie (SVK-1)          | Milan Jagnešák Petr Narovec                                           | 53 s 18    | 53 s 16  | 52 s 73    | 52 s 99  | 3 min 32 s 06 | +5 s 41 |
| 21                                  | 23      | Japon (JPN-1)              | Hiroshi Suzuki Ryuichi Kobayashi                                      | 53 s 24    | 53 s 30  | 53 s 13    |          | 2 min 39 s 67 |         |
| 22                                  | 17      | Australie (AUS-1)          | Christopher Spring Duncan Harvey (Manche 1-2) Anthony Ryan (Manche 3) | 53 s 14    | 54 s 41  | 53 s 18    |          | 2 min 40 s 73 |         |
|                                     | 12      | Italie (ITA-1)             | Simone Bertazzo Samuele Romanini                                      | 52 s 33    | 52 s 88  | DSQ        |          |               |         |
|                                     | 22      | Liechtenstein (LIE-1)      | Michael Klingler Thomas Dürr                                          | 56 s 18    | DNS      |            |          |               |         |
|                                     | 27      | Australie (AUS-2)          | Jeremy Rollestone Duncan Pugh                                         | DNF        |          |            |          |               |         |
|                                     | 26      | Autriche (AUT-1)           | Wolfgang Stampfer Juergen Mayer                                       | DSQ        |          |            |          |               |         |
|                                     | 24      | Grande-Bretagne (GBR-1)    | John James Jackson Dan Money                                          | DSQ        |          |            |          |               |         |